# Media circular
En matemáticas y estadística, una media circular (o también media angular) es un promedio concebido para ser aplicado con ángulos y cantidades cíclicas similares, como las horas del día y la parte fraccionaria de los números reales.
Su uso se justifica teniendo en cuenta que la mayoría de las medias habituales pueden no ser adecuadas para cantidades en forma de ángulo. Por ejemplo, la media aritmética de 0° y 360° es 180°, lo cual es engañoso porque 360° equivale a 0° si se considera el módulo de un ciclo completo. Otro ejemplo es la "hora promedio" entre las 11 p. m. y la 1 a. m., que puede ser medianoche o mediodía, dependiendo de si las dos horas son parte de una sola noche o de un solo día del calendario.
La media circular es uno de los ejemplos más simples de estadísticas direccionales y de estadísticas en espacios no euclídeos. Este cálculo produce un resultado diferente al de la media aritmética, siendo la diferencia mayor cuando los ángulos están ampliamente distribuidos. Por ejemplo, la media aritmética de los tres ángulos 0°, 0° y 90° es (0° + 0° + 90°) / 3 = 30°, pero la media vectorial (el ángulo del vector resultante de sumar tres vectores unitarios, uno vertical y los otros dos horizontales) es arctan(1/2) = 26,565°. Además, con la media aritmética la varianza circular solo se define en ±180°.

## Definición
Dado que la media aritmética no siempre es apropiada para los ángulos, se puede utilizar el siguiente método para obtener tanto el valor medio como la medida de la varianza de los ángulos:
Conviértanse todos los ángulos a los puntos correspondientes de la circunferencia goniométrica, por ejemplo, {\displaystyle \alpha } a {\displaystyle (\cos \alpha ,\sin \alpha )}. Es decir, convertir las coordenadas polares a coordenadas cartesianas. Luego, calcular la media aritmética de estos puntos. El punto resultante estará dentro del disco unidad, pero generalmente no quedará sobre la círcunferencia unitaria. Por último, convertir ese punto nuevamente a coordenadas polares. El ángulo es una media razonable de los ángulos de entrada. El radio resultante será 1 si todos los ángulos son iguales. Si los ángulos están distribuidos uniformemente en la circunferencia, entonces el radio resultante será 0, y no existe una media circular (de hecho, es imposible definir una operación media continua en el círculo). En otras palabras, el radio mide la concentración de los ángulos.
Dados los ángulos {\displaystyle \alpha _{1},\dots ,\alpha _{n}}, una fórmula común para obtener la media es una variante basada en la función trigonométrica inversa arcotangente de dos parámetros:
{\displaystyle {\bar {\alpha }}=\operatorname {atan2} \left({\frac {1}{n}}\sum _{j=1}^{n}\sin \alpha _{j},{\frac {1}{n}}\sum _{j=1}^{n}\cos \alpha _{j}\right)=\operatorname {atan2} \left(\sum _{j=1}^{n}\sin \alpha _{j},\sum _{j=1}^{n}\cos \alpha _{j}\right)}

### Usando aritmética compleja
Se puede formular una definición equivalente utilizando números complejos:
{\displaystyle {\bar {\alpha }}=\arg \left({\frac {1}{n}}\sum _{j=1}^{n}\exp(i\cdot \alpha _{j})\right)=\arg \left(\sum _{j=1}^{n}\exp(i\cdot \alpha _{j})\right)}.
Para hacer coincidir la fórmula anterior con la que utiliza la media aritmética de los puntos, las sumas tendrían que dividirse por {\displaystyle n}. Sin embargo, la escala no influye en el resultado de las funciones {\displaystyle \operatorname {atan2} } y {\displaystyle \arg }, por lo que se puede omitir.
Esto puede expresarse de manera más sucinta al darse cuenta de que los datos direccionales son, de hecho, vectores de longitud unitaria. En el caso de datos unidimensionales, estos puntos de datos se pueden representar convenientemente como números complejos de magnitud unitaria {\displaystyle z=\cos(\theta )+i\,\sin(\theta )=e^{i\theta }}, donde {\displaystyle \theta } es el ángulo medido. El vector resultante medio para la muestra es entonces:
{\displaystyle {\overline {\mathbf {\rho } }}={\frac {1}{N}}\sum _{n=1}^{N}z_{n}.}
El ángulo medio muestral es entonces el argumento del vector resultante medio:
{\displaystyle {\overline {\theta }}=\operatorname {Arg} ({\overline {\mathbf {\rho } }}).}
La longitud del vector resultante medio muestral es:
{\displaystyle {\overline {R}}=|{\overline {\mathbf {\rho } }}|}
y tendrá un valor entre 0 y 1. Por lo tanto, el vector resultante medio de la muestra se puede representar como:
{\displaystyle {\overline {\mathbf {\rho } }}={\overline {R}}\,e^{i{\overline {\theta }}}.}
También se utilizan cálculos similares para definir la varianza circular.

## Propiedades
La media circular, {\displaystyle {\bar {\alpha }}}
- Maximiza la función de verosimilitud del parámetro medio de la distribución de von Mises y
- Minimiza la suma de una cierta distancia en el círculo, más precisamente

{\displaystyle {\bar {\alpha }}={\underset {\beta }{\operatorname {argmin} }}\sum _{j=1}^{n}d(\alpha _{j},\beta ),{\text{where }}d(\varphi ,\beta )=1-\cos(\varphi -\beta ).}
La distancia {\displaystyle d(\varphi ,\beta )} es igual a la mitad de la distancia euclidiana al cuadrado entre los dos puntos de la circunferencia unitaria asociada con {\displaystyle \varphi } y {\displaystyle \beta }.

## Ejemplo
Una forma sencilla de calcular la media de una serie de ángulos (en el intervalo [0°, 360°)) es calcular la media de los cosenos y senos de cada ángulo, y obtener el ángulo calculando la tangente inversa. Considérense los siguientes tres ángulos como ejemplo: 10, 20 y 30 grados. Intuitivamente, calcular la media implicaría sumar estos tres ángulos y dividirlos por 3, lo que en este caso daría como resultado un ángulo medio correcto de 20 grados. Al girar este sistema en sentido antihorario 15 grados, los tres ángulos se convierten en 355 grados, 5 grados y 15 grados. La media aritmética ahora es 125 grados, que es la respuesta incorrecta, ya que debería ser 5 grados. La media vectorial {\textstyle {\bar {\theta }}} se puede calcular de la siguiente manera, utilizando el seno medio {\textstyle {\bar {s}}} y el coseno medio {\textstyle {\bar {c}}\not =0}:
{\displaystyle {\bar {s}}={\frac {1}{3}}(\sin(355^{\circ })+\sin(5^{\circ })+\sin(15^{\circ }))={\frac {1}{3}}(-0.087+0.087+0.259)\approx 0.086}
{\displaystyle {\bar {c}}={\frac {1}{3}}(\cos(355^{\circ })+\cos(5^{\circ })+\cos(15^{\circ }))={\frac {1}{3}}(0.996+0.996+0.966)\approx 0.986}
{\displaystyle {\bar {\theta }}=\left.{\begin{cases}\arctan \left({\frac {\bar {s}}{\bar {c}}}\right)&{\bar {s}}>0,\ {\bar {c}}>0\\\arctan \left({\frac {\bar {s}}{\bar {c}}}\right)+180^{\circ }&{\bar {c}}<0\\\arctan \left({\frac {\bar {s}}{\bar {c}}}\right)+360^{\circ }&{\bar {s}}<0,\ {\bar {c}}>0\end{cases}}\right\}=\arctan \left({\frac {0.086}{0.986}}\right)=\arctan(0.087)=5^{\circ }.}

## Implementación
En este código Python se usan las horas del día para encontrar su promedio circular:
```
import
 
math

def
 
circular_mean
(
hours
):

    
# Convert hours to radians

    
# What is the 15?! (24*15=360)

    
radians
=
 
[
math
.
radians
(
hour
 
*
 
15
)
 
for
 
hour
 
in
 
hours
]

    
# Calculate the sum of sin and cos values

    
sin_sum
=
 
sum
([
math
.
sin
(
rad
)
 
for
 
rad
 
in
 
radians
])

    
cos_sum
=
 
sum
([
math
.
cos
(
rad
)
 
for
 
rad
 
in
 
radians
])

    
# Calculate the circular mean using arctan2

    
mean_rad
=
 
math
.
atan2
(
sin_sum
,
 
cos_sum
)

    
# Convert the mean back to hours

    
mean_hour
=
 
(
math
.
degrees
(
mean_rad
)
 
/
 
15
)
 
%
 
24

    
return
 
mean_hour

# Example usage:

hours
=
 
[
0
,
 
12
,
 
18
]

mean_hour
=
 
circular_mean
(
hours
)

print
(
"First Circular mean:"
,
 
round
(
mean_hour
,
 
2
))

hours
=
 
[
0
,
 
12
]

mean_hour
=
 
circular_mean
(
hours
)

print
(
"Second Circular mean:"
,
 
round
(
mean_hour
,
 
2
))

hours
=
 
[
0
,
 
0
,
 
12
,
 
12
,
 
24
]

mean_hour
=
 
circular_mean
(
hours
)

print
(
"Third Circular mean:"
,
 
round
(
mean_hour
,
 
2
))

```

## Generalizaciones

### Media esférica
Una serie de N vectores unitarios independentes {\displaystyle x_{i}} se extraen de una distribución de von Mises-Fisher.
La estimación de máxima verosimilitud de la dirección media {\displaystyle \mu } es simplemente la media aritmética normalizada, un valor estadístico suficiente:
{\displaystyle \mu ={\bar {x}}/{\bar {R}},{\text{where }}{\bar {x}}={\frac {1}{N}}\sum _{i}^{N}x_{i},{\text{and }}{\bar {R}}=\|{\bar {x}}\|,}

### Media esférica ponderada
Se puede definir una media esférica ponderada basándose en la interpolación lineal esférica.

## Lectura adicional
- Jammalamadaka, S. Rao y SenGupta, A. (2001). Temas de estadística circular, Sección 1.3, World Scientific Press, Singapur. ISBN 981-02-3778-2
- Hotz, Thomas (2013). «Extrinsic vs Intrinsic Means on the Circle». Lecture Notes in Computer Science. Berlin, Heidelberg: Springer Berlin Heidelberg. ISBN 978-3-642-40019-3. ISSN 0302-9743. doi:10.1007/978-3-642-40020-9_47.